# Phyllogomphoides stigmatus
Phyllogomphoides stigmatus là loài chuồn chuồn trong họ Gomphidae. Loài này được Say mô tả khoa học đầu tiên năm 1840.